# Angelica sinensis
Angelica sinensis és una planta herbàcia de la família de les apiàcies, procedent de la Xina.